# Union Jack
Zastavo Združenega kraljestva v pogovornem jeziku imenujemo tudi Union Flag, v pogovornem jeziku pa tudi Union Jack. Sedanja zastava je bila sprejeta leta 1801 z Aktom o združenju, s katerim sta se Kraljestvo Velike Britanije in Irsko kraljestvo združila v eno državo. To je delno spremenjena verzija prejšnje zastave kraljestva (iz leta 1606), ki je bila tudi zastava Britanskega imperija.
Nekatere bivše kolonije in kraljestva Skupnosti narodov (kot na primer Kanada) namreč še priznavajo uradni status te zastave. To je edina zastava, ki je kdaj plapolala v vseh šestih celinah istočasno. Še danes je Union Flag prisotna na nekaterih zastavah, in sicer zastavah držav Avstralije, Nove Zelandije, Fidži in Tuvalu. Poleg tega je prisotna na vseh zastavah britanskih čezmorskih ozemelj (razen Gibraltarja).

## Union Flag ali Union Jack?
1. Zastava je pogovorno imenovana Union Jack, kar je povzdignilo dekakšno debato. V angleškem jeziku jack zaznamuje posebno vrsto zastave. Nekateri tako menijo, da se mora uporabljati izraz Union Jack samo, ko je zastava take posebne vrste. Drugi menijo, da izraz izhaja iz latinskega imena Jakoba I. Angleškega - Jacobus. Izraz namreč izhaja iz prvih let 18. stoletja.
2. Izraz je dobil veliko pomembnost v britanski družbi, BBC, na primer, ne sprejema izraza union flag. Zastavoslovne listine pa raje uporabljajo to obliko. Merchant Shipping Act 1995 se nanaša na zastavo Združenega kraljestva kot Union flag (commonly known as the Union Jack) - Union flag (pogosto imenovana Union Jack).

### Prvotna Union Flag
12. aprila 1606 je kraljeva odredba določila zastavo, ki je določala zvezo med Škotsko in Anglijo, in sicer nekakšno križanje med angleško in škotsko zastavo. Originalne skice te odredbe so se izgubile. Do akta o združenju iz leta 1707 so na Škotskem postavljali škotski križ nad angleškega, na Angleškem pa ravno obratno. Kraljeva zastava je plapolala samo na morjih, in sicer na vojaških in civilnih ladjah, tako škotskih kot angleških, leta 1634 pa se je uporaba omejila samo na kraljeve ladje. Po aktu o združenju iz leta 1707 je zastava prejela naslov priznanega statusa kot simbol Kraljestva Velike Britanije, novonastale države in jo je začela uporabljati tudi kopenska vojska.
Odtenki modre so se v letih zelo spremenili, saj škotska zastava ni imela nekega stalnega ozadja, tako da današnja zastava Velike Britanije ima modro barvo "navy blue" (Pantone 280), škotska zastava pa modro barvo "royal blue" (Pantone 300).
Starejša verzija Union Flaga je bila prisotna tudi v zgornjem levem vogalu Grand Union Flaga (prvotne oblike zastave ZDA).

## Druge britanske zastave

### Royal Standard
Royal Standard je uradna zastava vladarja Združenega kraljestva in kraljestev Skupnosti narodov. Ko je zastava izobešena izven Združenega kraljestva, je nad grbom prisotna modra okrogla plošča z okronano črko "E" (Elizabeta) in obkroženo z vencem zlatih vrtnic.
V zastavnem protokolu, je Royal Standard najvišja možna zastava. Mora plapolati na pročeljih stavb, kjer domuje Kraljica. Postavljena je na višje mesto, v primerjavi z Union Flagom ter drugimi zastavi. Nikoli ne visi na pol droga.

### White Ensign
White Ensign (v prostem prevodu Belo znamenje) je zastava britanske vojaške in kraljeve mornarice.
Zastava (ki jo pravilno imenujemo St. George's Ensign - znamenje svetega Jurija) je navadna angleška zastava z Union Flagom v zgornjem levem vogalu. Znamenje plapola na vseh ladjah in oporiščih Kraljeve vojne mornarice ter ladjah pomorskega kluba Royal Yacht Squadron in tistih, s katerimi potuje sama Kraljica.
Podobna zastava plapola na Antarktiki, znamenje svetega Jurija pa zamenja kraljevi grb.

### Red Ensigns
Red Ensign (v prostem prevodu Rdeče znamenje) je zastava civilne mornarice. V zgodovini so jo najprej uporabljali trgovci na svojih ladjah, nato pa je skupaj z "Blue Ensign" postala model za uporabo v različnih kolonijah (tako bivših kot sedajšnjih) Britanskega imperija. Zastava Red Ensign je popolnoma rdeča z britansko zastavo v zgornjem levem vogalu, občasno je na njej napis. Pred ponovno organizacijo kraljeve mornarice iz leta 1864 je zastava bila simbol dela kraljeve mornarice, ki je stražila Karaibe ter severni del Atlantskega oceana (razen voda v okolici Velike Britanije). Po letu 1864 je prevzela funkcijo, ki ji pripada še danes.

### Blue Ensign
Blue Ensign (v prostem prevodu Modro znamenje) je zastava vladne mornarice. Uporabljena je na vladnih ladjah, poleg tega pa je zastava več britanskih odvisnih ozemelj, v preteklosti tudi zastava mnogih kolonij. Predstavljena je v enostavni obliki, kot na sliki, ali z raznimi grbi in simboli. Prvič je bila uporabljena okoli 17. stoletja, le da je imela namesto zastave Union Jack v vogalu zastavo White Insegn.

### British Civil Air Ensign
Akt o združenju iz leta 1707, ki je združil tri britanska kraljestva, je doprinesel vzpostavitev nove modre zastave, ki je leta 1800 dobila današnji izgled.

## Polemike okoli zastave
Nekateri Galci so predlagali, da bi v zastavo vključili Red Dragon (njihovo zastavo) oziroma črno-zlate barve zastave svetega Davida z mnenjem, da sedanja zastava ne predstavlja njihove države. Bolj kot resnična, je polemika formalna, saj je leta 1606, ko je Jakob I. Angleški sprejel zastavo brez križa svetega Patrika (irskega simbola, ki pa je bil dodan leta 1801), galski principat že pripadal Angliji.
V juniju 2003 je Nigel Turner predlagal, da bi zastavo dopolnili s črnimi traki, kar bi lahko bolje zrcalilo multirasno britansko družbo, to pa se še ni zgodilo. Težko bi se lahko zgodilo, da bi zamenjali Union Jack, to pa tudi zaradi tega, ker tako Britanci kot tudi vsi asociirajo rdečo, modro in belo barvo Združenemu kraljestvu in so temeljni del njegove zgodovinsko-kulturne dediščine.
Leta 2014, z referendumom o škotski neodvisnosti je zopet prišla na dan debata o možni spremembi Union Flaga v primeru, da bi prevladala ideja o neodvisnosti Škotske. S tem bi se odstranil križ svetega Andreja, toda se Škotska ni osamosvojila in je Union Jack ostal tak, kakršen je.

## Zastave držav, ki sestavljajo Union Jack
- Kraljevina Anglija (križ sv. Jurija)
- Kraljestvo Škotska (križ st. Andreja)
- Kraljestvo Irska (križ sv. Patrika)

## Zastave držav, ki sestavljajo Združeno Kraljestvo
- Zastava Anglije
- Zastava Škotske
- Zastava Walesa
- Severna Irska ne razpolaga s svojo uradno zastavo od leta 1972. Edina priznana zastava je Union Flag. Obstaja pa poluradna zastava, Ulster Banner: